# Sanmen

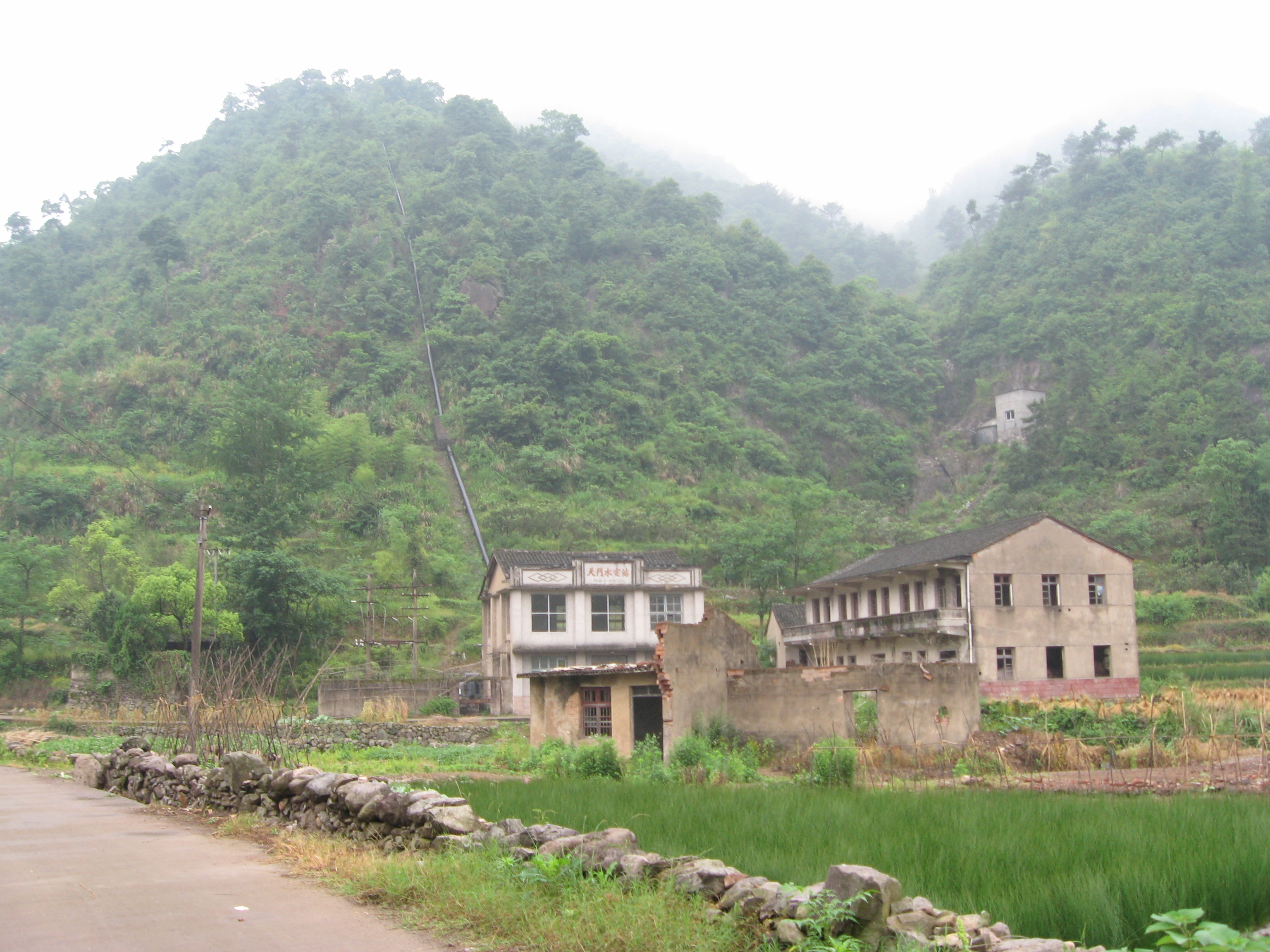
Wasserkraftwerk Tianmen im Dorf Qinxi

Der Kreis Sanmen (chinesisch 三门县, Pinyin Sānmén Xiàn) ist ein Kreis der bezirksfreien Stadt Taizhou in der Provinz Zhejiang der Volksrepublik China. Er hat eine Fläche von 1.014 km² und zählt 379.469 Einwohner (Stand: Zensus 2020). Sein Hauptort ist die Großgemeinde Haiyou (海游镇).
Seit Oktober 2009 hat Sanmen Anschluss an das Hochgeschwindigkeitseisenbahnnetz.

## Administrative Gliederung
Auf Gemeindeebene setzt sich der Kreis aus zehn Großgemeinden und vier Gemeinden zusammen. 